# Life According to Agfa – Nachtaufnahmen
Life According to Agfa – Nachtaufnahmen (alternativ: Das Leben, wie von Agfa bezeugt, החיים על פי אגפא, englisch Life According to Agfa) ist ein israelischer Spielfilm aus dem Jahr 1992, der von Assi Dayan inszeniert wurde.

## Handlung
Der Film spielt im Wesentlichen in einem kleinen Pub in Tel Aviv, dessen Gäste und Angestellte einen Mikrokosmos der israelischen Gesellschaft repräsentieren. Hier treffen Juden, Palästinenser und israelische Araber aufeinander. Die Juden sind europäischer und arabischer Herkunft. Ebenso treffen Stadt- und Landbewohner aufeinander. Als eine Gruppe chauvinistischer, rassistischer israelischer Soldaten in den Pub kommt, beleidigen sie einen Angestellten und belästigen eine Kellnerin sexuell. Sie werden daraufhin aus dem Pub geworfen. Die Soldaten, die den Pub als „links“ einordnen, fühlen sich in ihrer Ehre verletzt. Zusätzlich macht sie wütend, dass bei ihrem Auto die Reifen durchstochen sind. Am nächsten Morgen kehren sie militärisch ausgerüstet zurück und ermorden mit Schusswaffen und Granaten systematisch alle Personen im Pub und den zugehörigen hinteren Privaträumen.

## Hintergrund
Der Israel Film Fund wollte den Film anfangs nicht finanziell unterstützen, weil er wegen Dayans angeschlagenem Gesundheitszustand fürchtete, er würde nicht fertiggestellt. Der Produzent Yoram Kislev räumte diese Bedenken aus, indem er Rafi Bukai als beaufsichtigenden Manager verpflichtete. Dieser wurde jedoch wegen des Widerstands von Dayan nicht aktiv.
Agfa war ein Hersteller von fotografischen Filmen; innerhalb der Handlung besteht der Bezug zum Filmtitel darin, dass Liora, eine Mitarbeiterin des Pubs, immer wieder Schnappschussfotos von Ereignissen im Pub aufnimmt.

## Kritische Würdigung
Life According to Agfa erhielt fast ausnahmslos gute Kritiken und gewann den israelischen Filmpreis Ophir Award als bester Film. Er schlug sich gut an den Kinokassen. Der Film wurde lobend erwähnt auf den dem Jerusalem Film Festival und den 43. Internationalen Filmfestspielen Berlin. Darüber hinaus lief der Film auf den Festivals von Toronto, Montpellier, Kolkata und Singapur.
Ein Kritiker nannte den Film einen „Alptraum an Selbstauslöschung“. Die Zeitung Haaretz nannte den Film einen der wichtigsten des israelischen Kinos.